# NGC 2563
NGC 2563 ist eine Linsenförmige Galaxie vom Hubble-Typ S0 im Sternbild Krebs auf der Ekliptik. Sie ist schätzungsweise 196 Millionen Lichtjahre von der Milchstraße entfernt und hat einen Durchmesser von etwa 120.000 Lichtjahren.

Im selben Himmelsareal befinden sich die Galaxien NGC 2560, NGC 2562, NGC 2569, NGC 2570.
Das Objekt wurde am 13. Februar 1787 von Wilhelm Herschel entdeckt.

## NGC 2563-Gruppe (LGG 158)
| Galaxie   | Alternativname | Entfernung/Mio. Lj |
| --------- | -------------- | ------------------ |
| NGC 2556  | PGC 23325      | 204                |
| NGC 2557  | PGC 23329      | 214                |
| NGC 2558  | PGC 23337      | 220                |
| NGC 2563  | PGC 23404      | 196                |
| NGC 2560  | PGC 23367      | 215                |
| NGC 2562  | PGC 23395      | 220                |
| NGC 2569  | PGC 23442      | 224                |
| PGC 23289 | UGC 4324       | 211                |
| PGC 23391 | UGC 4344       | 221                |
| PGC 23338 | CGCG 119-51    | 221                |
| PGC 23347 | CGCG 119-53    | 213                |
| PGC 23448 | CGCG 119-69    | 215                |
| PGC 23406 |                | 197                |
| PGC 23419 |                | ?                  |